# Colonia Condesa (Ciudad de México)

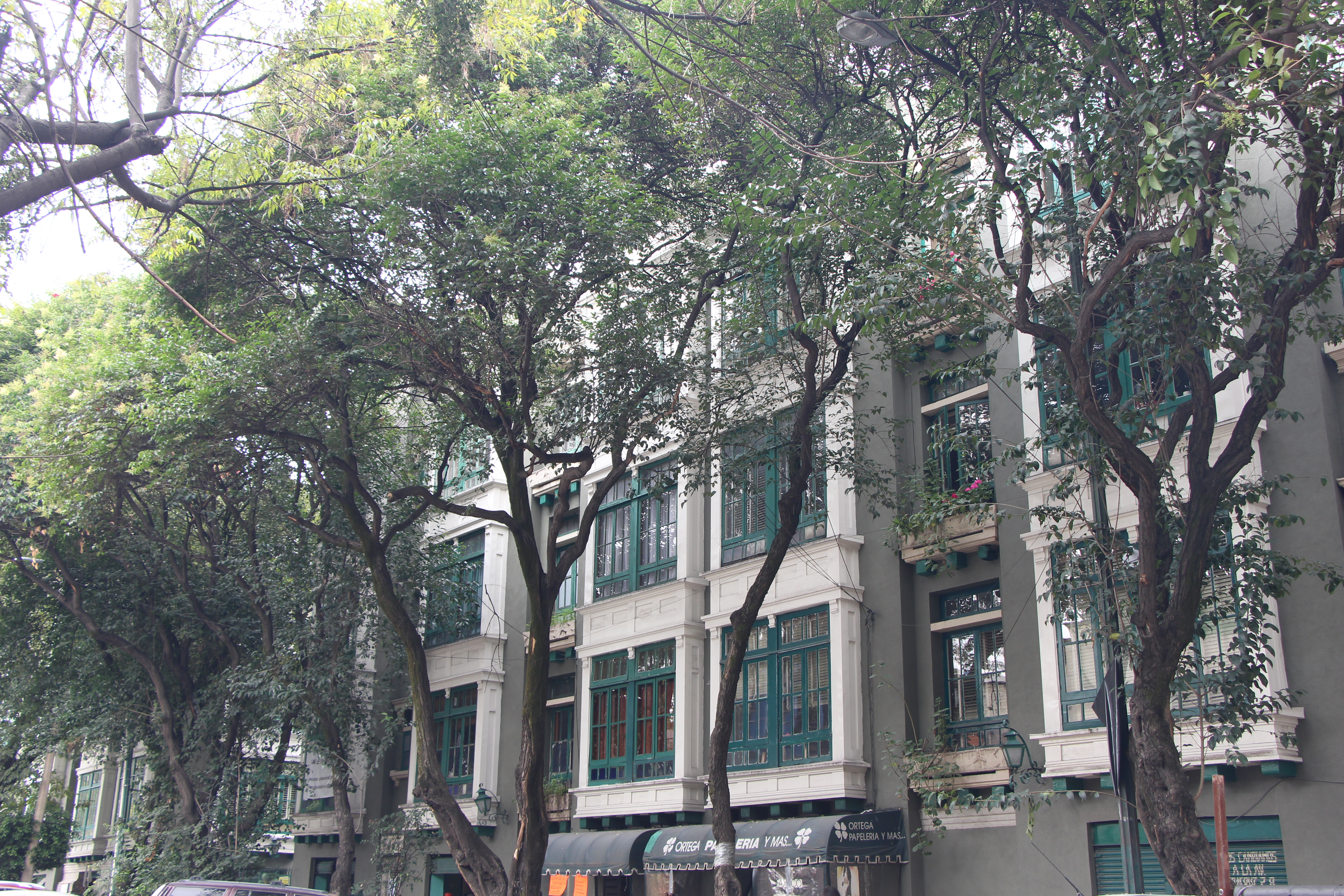
Edificio Condesa

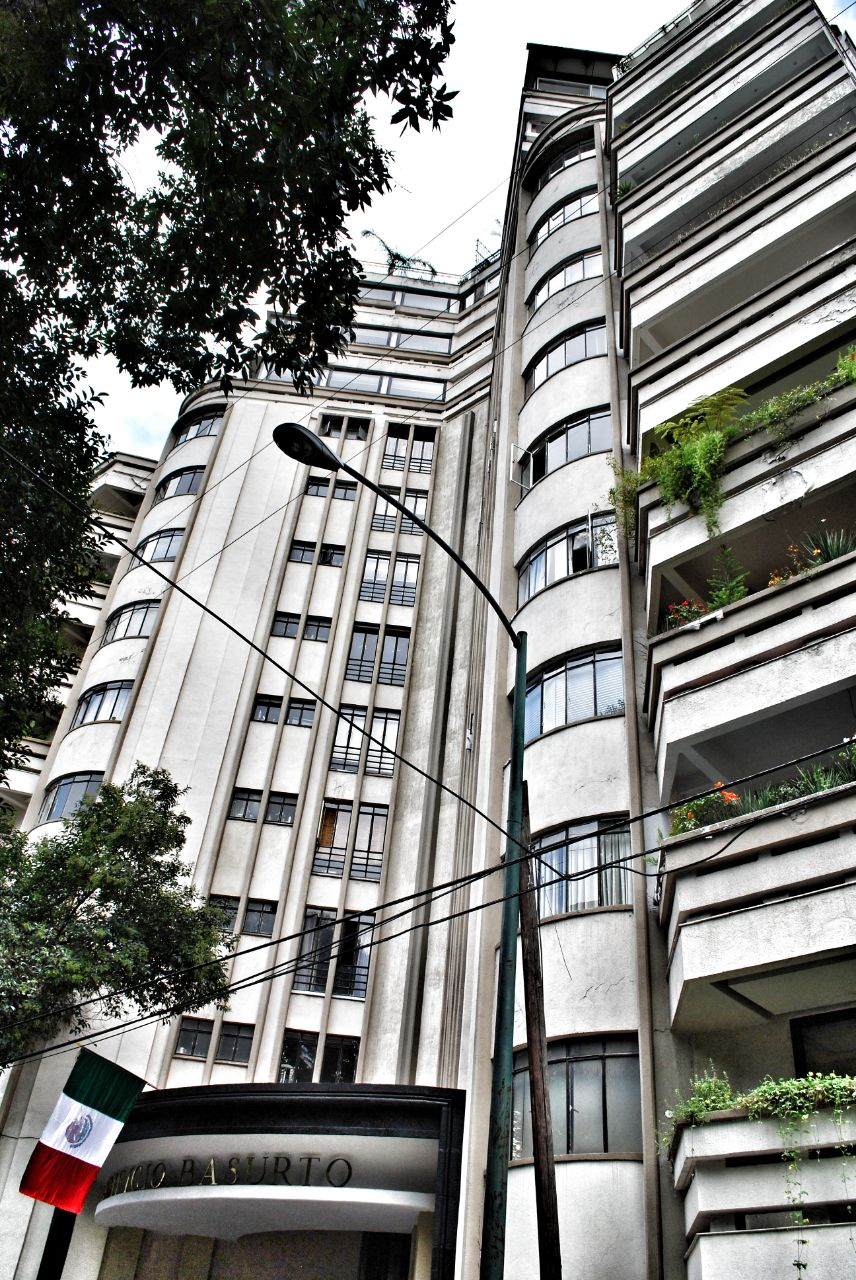
Edificio Basurto

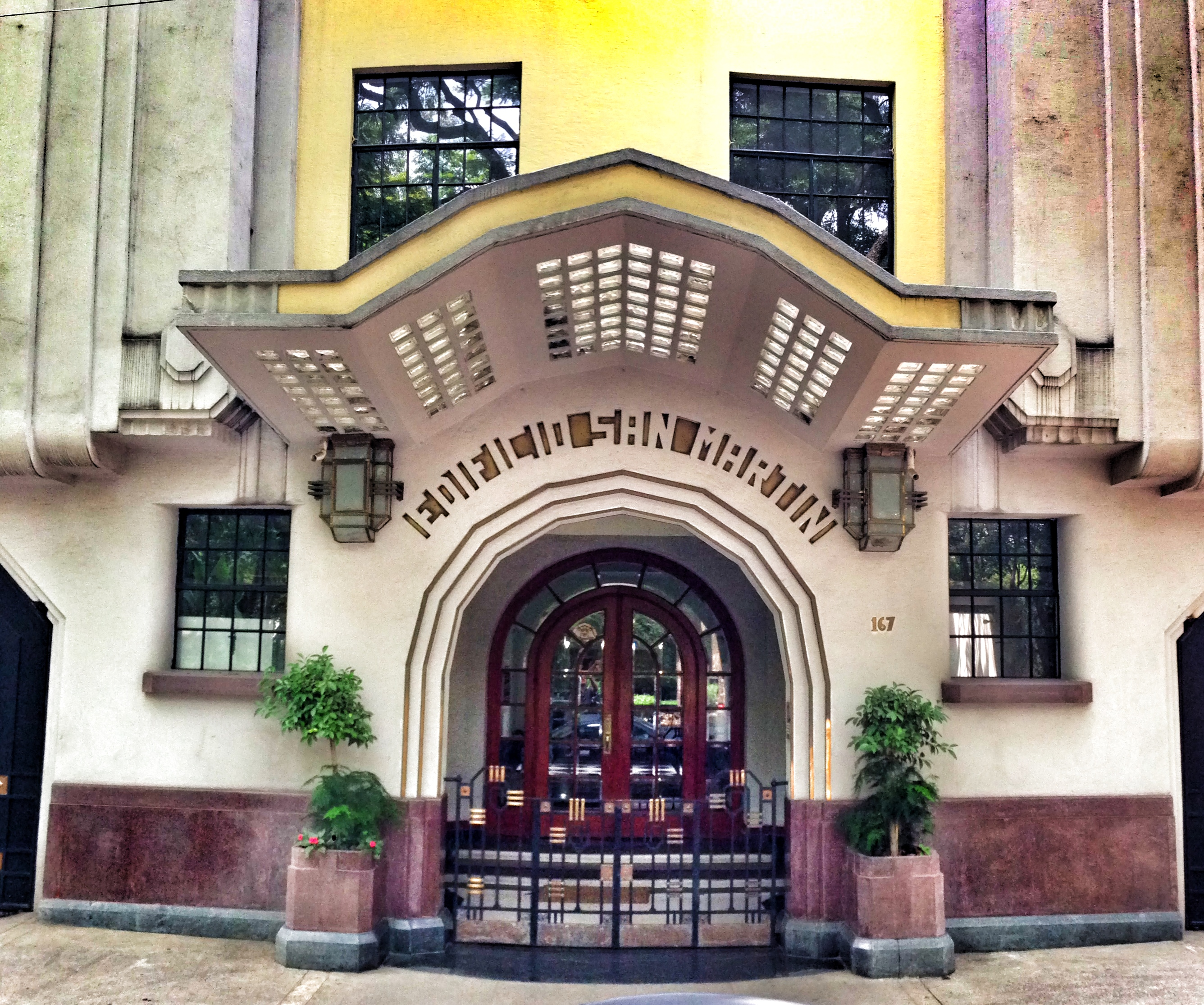
Edificio San Martín sobre Avenida México

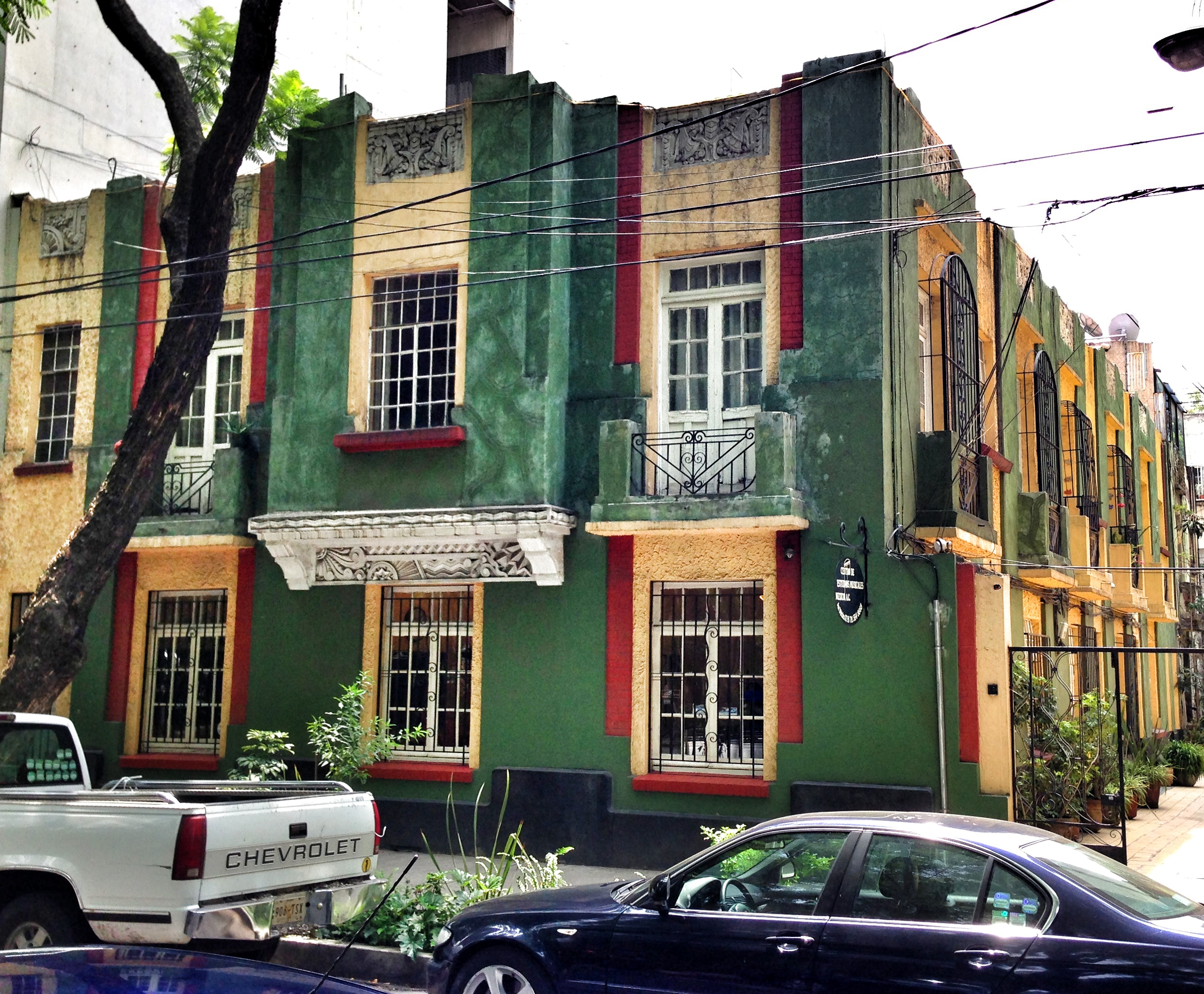
Edificio sobre Avenida México

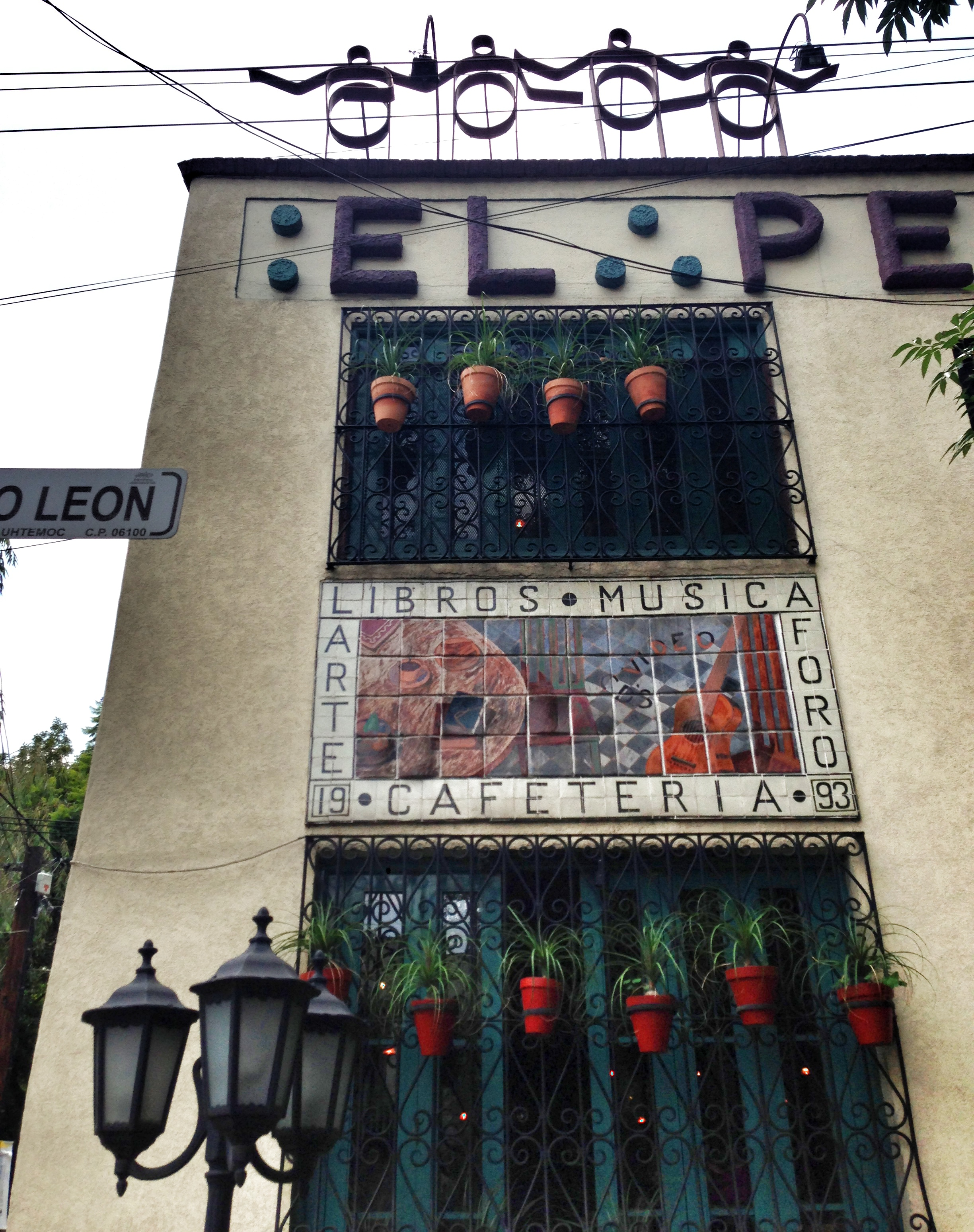
Librería y Café El Péndulo, Av. Nuevo León

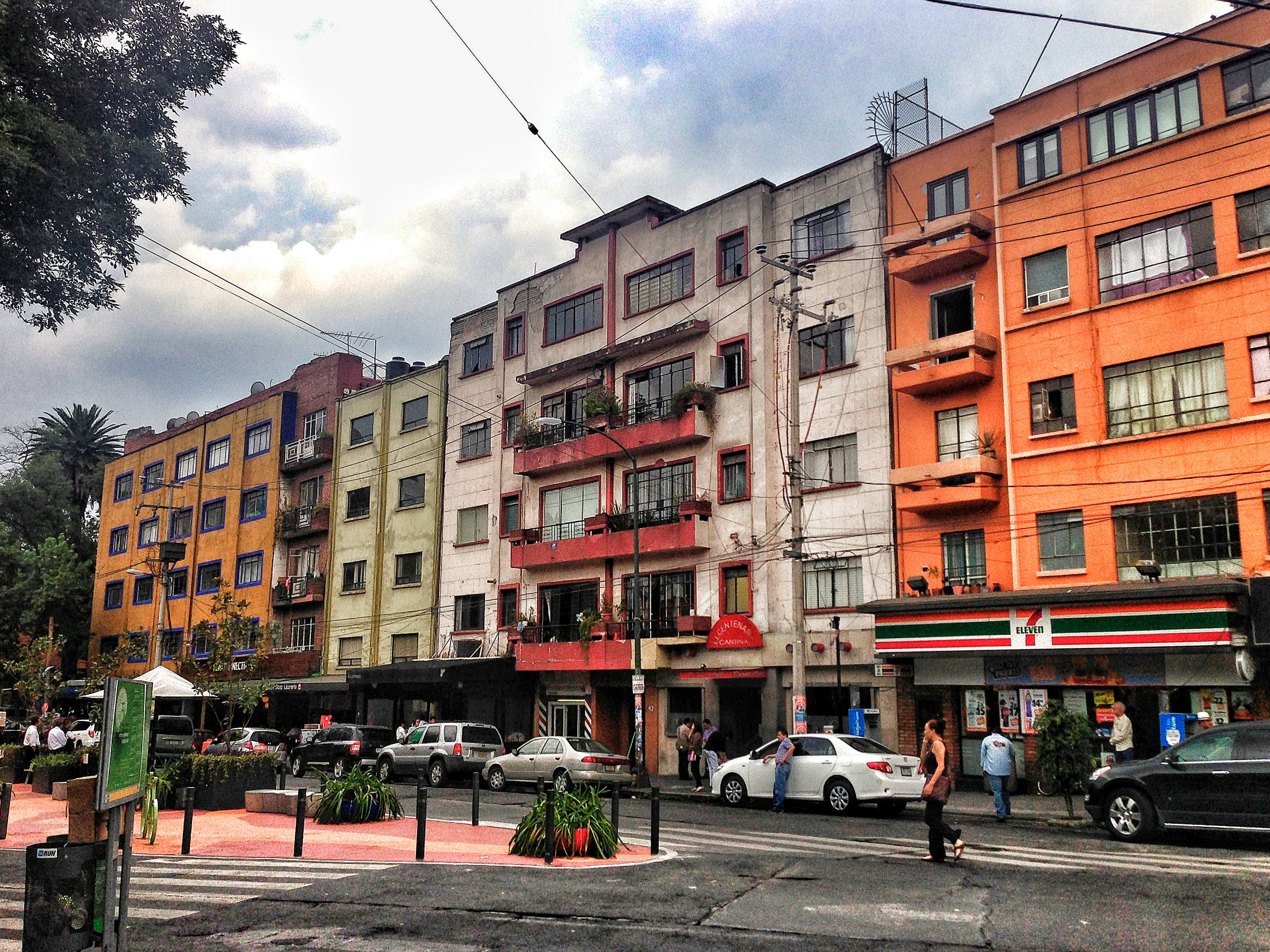
Av. Vicente Suárez mirando hacia al este desde Av. Michoacán y Calle Atlixco

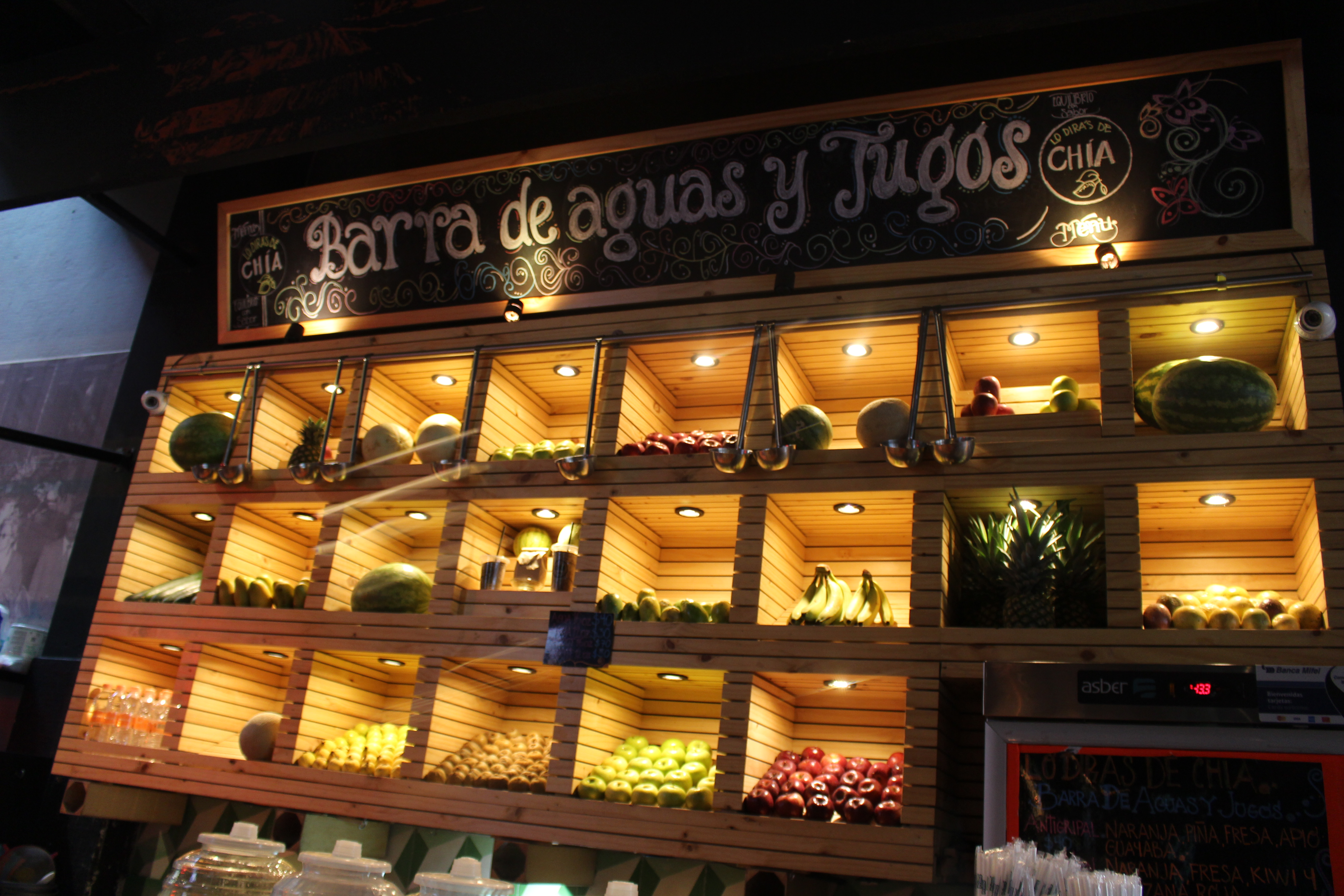
Puesto de frutas en Mercado Roma en la Colonia Condesa

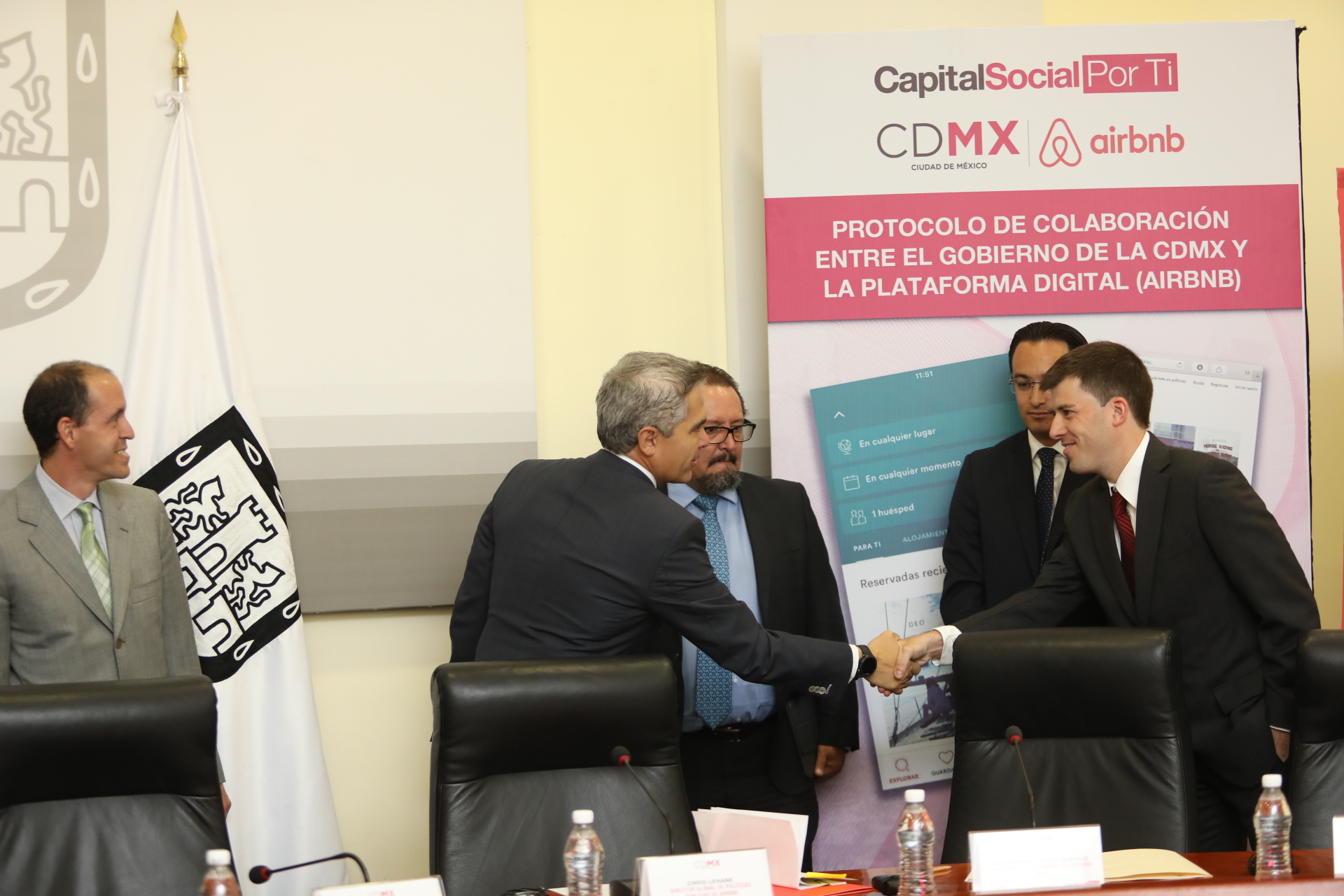
Colaboración entre el gobierno de la Ciudad de México y la plataforma digital Airbnb.

Condesa es una colonia de la Ciudad de México ubicada al sur poniente de la Alcaldía Cuauhtémoc. Destaca por poseer gran cantidad de cafés, librerías, restaurantes, galerías y boutiques, así como vida cultural y nocturna, que la dotan de cierto atractivo turístico. Ésta, con su vecina Colonia Roma, forman el llamado Corredor Cultural Roma Condesa.
En ella convergen usos mixtos, tanto residenciales, comerciales y corporativos, donde se recibe diariamente una densa población flotante que hace uso de su infraestructura pública, parques, centros comerciales, vialidades. Paralelamente, ha experimentado un fenómeno de gentrificación grave el cual el gobierno de la ciudad se encuentra regulando.

## Delimitación Territorial
La Colonia Condesa está conformada por tres colonias, Hipódromo, Hipódromo Condesa y Condesa que en conjunto se pueden delimitar de la siguiente forma: 
| Límite   | Vialidad                            | Colindancia                      |
| -------- | ----------------------------------- | -------------------------------- |
| Norte    | - AV. Álvaro Obregón - Av. Veracruz | - Colonia Roma                   |
| Oriente  | - Av. Insurgentes                   | - Colonia Roma                   |
| Sur      | - Eje 4 Sur                         | - Colonia Escandón               |
| Poniente | - Circuito Interior                 | - Colonia San Miguel Chapultepec |

## Historia

### Antecedentes
En la época de la Nueva España, entre el pueblo de Tacubaya y el pueblo de La Natividad Aztacalco o Romita se ubicó la hacienda de Santa Catarina del Arenal, la cual pasó por varios dueños hasta el año de 1704, cuando fue adquirida por la familia de la Tercera Condesa de Miravalle, doña María Magdalena Catarina Dávalos de Bracamonte y Orozco, de cuyo título toma el nombre.

### Desarrollo
El desarrollo de la zona comenzó al iniciar el siglo XX, cuando se fraccionó una pequeña parte ubicada al norte de la hacienda, entre la colonia Roma, el antiguo casco de la hacienda y el acueducto de Chapultepec, donde se ubicaba una avenida arbolada con grandes fresnos que diera origen a la avenida Nuevo León (que se convierte en avenida Oaxaca en la colonia Roma Norte).
El Jockey Club de México, que tenía su sede en la actual Casa del Lago en el Bosque de Chapultepec, construyó un hipódromo, mismo que operó hasta la década de 1920. El casco de la hacienda pasó a manos de la familia Escandón, que le dio su aspecto original, y funciona como sede de la embajada de Rusia en México.

#### Plaza de toros El Toreo de la Condesa y el Toreo de Cuatro Caminos
Dentro de los terrenos que ocupa la tienda departamental El Palacio de Hierro se inauguró el 22 de septiembre de 1907 la plaza de toros El Toreo, conocida como El Toreo de la Condesa. En la función inaugural estuvieron los toreros Manuel González Rerre, Agustín Velasco Fuentes y los novilleros Samuel Solís y Pascual Bueno, lidiando ocho reses de la divisa de Tepeyehualco. Su última corrida fue el 19 de mayo de 1946, luego de lo cual esta plaza, la mayor de América, fue desmontada. Con la estructura del Toreo de la Condesa se armó el Toreo de Cuatro Caminos, y tiempo después se le agregó una gran cúpula, que existió hasta 2008.
Al terminar la Revolución mexicana y ante la demanda de espacios urbanos como consecuencia de la expansión de la ciudad, la Compañía Fraccionadora y Constructora de la Condesa decidió fraccionar los terrenos del hipódromo.
La zona fue dotada con amplios boulevares y camellones, glorietas, fuentes y dos grandes parques: el Parque España y el Parque México, cuyo nombre original era General San Martín. Se respetó parte del trazo del antiguo hipódromo, que dio origen a la Avenida Ámsterdam y se caracteriza por su trazo elíptico. Lo anterior hace que el espacio asignado de áreas verdes sea casi del 40 por ciento de la superficie total de la zona. Esto aumentó el atractivo de sus colonias para vivir.
Desde su fundación, en 1927, la Condesa fue el asiento de la clase media alta de la ciudad, entre ellos miembros de la comunidad judía mexicana, así como de muchas comunidades extranjeras asentadas en la Ciudad de México.

### Sismo de 1985
Tras el terremoto de 1985 se dio el primer movimiento de emigración en la colonia, en parte por el deterioro sufrido por algunos edificios, así como por el pánico generado a raíz del evento. Esto provocó el cierre de algunos negocios y el abandono de viviendas y, en consecuencia, una disminución del valor de las propiedades.

### Repoblación y Gentrificación
Desde inicios del año 2000, el Gobierno de la Ciudad implementó políticas urbanas y económicas orientadas a la repoblación de la Colonia Conesa, con lo cual se dio una expansión de la oferta de servicios gastronómicos, hoteleros y de entretenimiento nocturno aparejado a la reducción de impuestos en la zona, lo cual fue aprovechado por agentes inmobiliarios.
Los beneficios económicos de éstas políticas públicas también trajeron consigo el regreso de las familias que habían abandonado la colonia a raíz del terremoto, generalmente con el objetivo de invertir en los establecimientos. Con ello, se produjo una revalorización de la zona que trajo como consecuencia el desplazamiento de los residentes que habitaban la colonia desde 1985. 
Lo anterior, provocó un cambio sociodemográfico en la colonia, ya que los habitantes pasaron a ser de ingresos económicos altos, con una edad promedio de treinta años y mayormente sin hijos. Por lo tanto, la población total disminuyó.

Este largo proceso de transformación desde una zona habitacional hacia una comercial y de servicios con su aparejada gentrificación, se vieron potenciados por el auge del turismo en la zona.

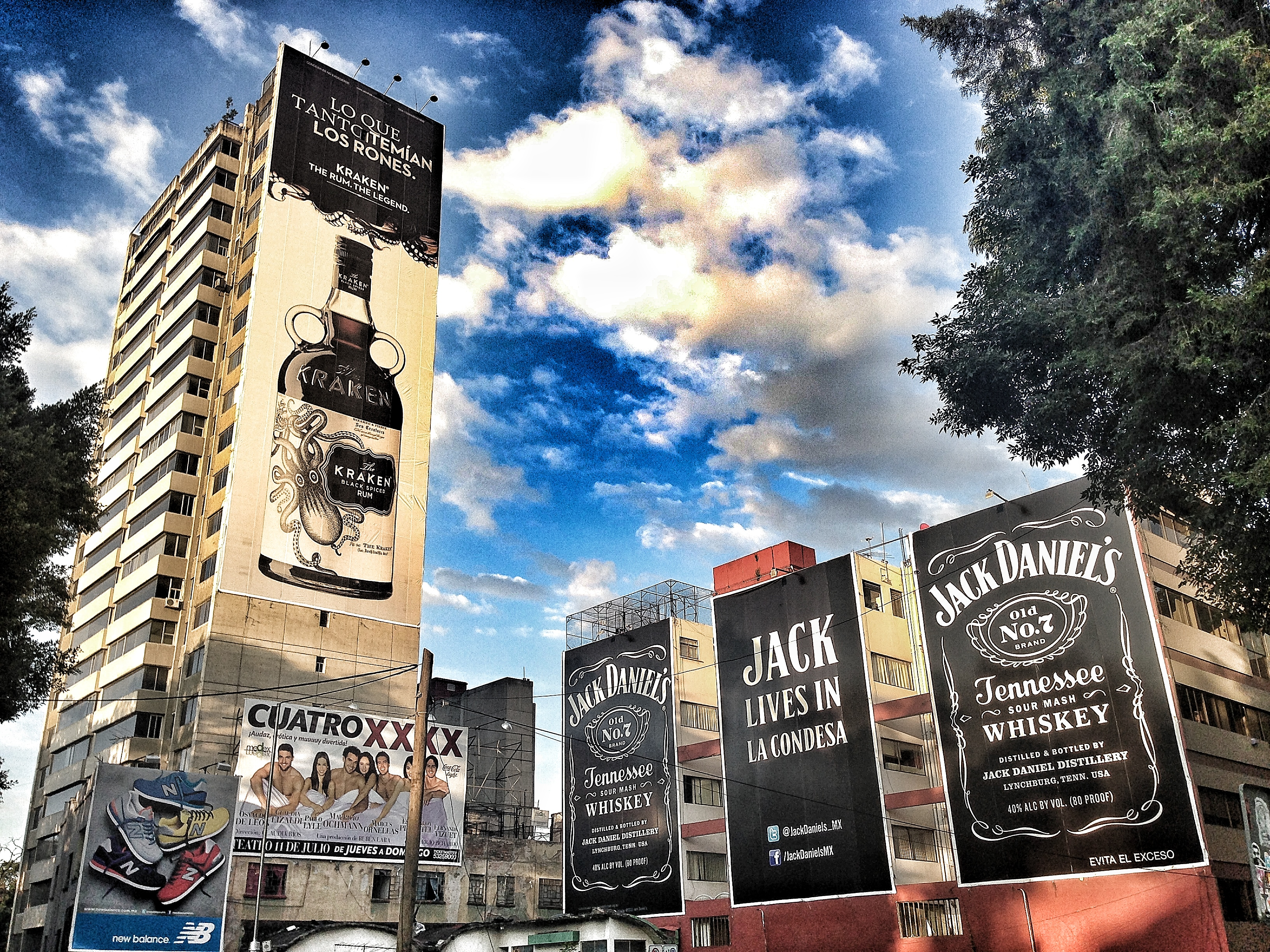
Anuncios en los edificios, esq. Aves. Tamaulipas y Alfonso Reyes

A partir de 2010, se dio un incremento en los inmuebles destinados a renta vacacional temporal bajo el esquema de la plataforma Airbnb teniendo como consecuencia una alta inversión en el mercado inmobiliario de la Colonia Condesa por parte de capitales nacionales y extranjeros.
(...) Los nuevos compradores aprecian la adquisición de vivienda en colonias Roma y Condesa, no como una opción para vivir sino como una opción de inversión y de acomodación de capital.
Con base en las cifras de 2020, el total de las viviendas registradas en la colonia Condesa era de 7,975, de las cuales 659 formaban parte del registro de Airbnb, lo cual corresponde a un porcentaje de 8.2% de las viviendas en la colonia.
En 2022, la jefa de Gobierno Claudia Sheinbaum firmó un convenio con Airbnb y la Unesco para atraer mayor turismo, aunque con ello también incrementó el número de nómadas digitales, así como los costos de las rentas de los edificios afiliados al modelo de renta de corta estancia de la plataforma. En la Ciudad de México hay 14,118 casas o apartamentos afiliados a Airbnb, de las cuales 6,427 se encuentran en la Alcaldía Cuauhtémoc, situándose como la alcaldía con más alojamientos disponibles.

### Sismo 2017
La zona fue seriamente afectada por el Terremoto del 19 de septiembre del 2017, cuando colapsaron el edificio Álvaro Obregón 286 y otro en Avenida Ámsterdam 109 esquina con Laredo. Algunos de los edificios derrumbados fueron construidos incluso antes del sismo de 1985, sin embargo no fueron reparados o verificados, y esto se debió tanto a la falta de fondos económicos como a la negligencia del gobierno de la Ciudad de México. Asimismo, posterior al primer evento de 1985, las normas de construcción preventivas dictaban la prohibición de edificios de más de cuatro pisos, no obstante, debido a la presión inmobiliaria de la gentrificación estas normas no han sido respetadas. Tan solo en el sismo de 2017 se registraron ocho edificios en riesgo de derrumbe y tres derrumbados, todos ellos con más de seis pisos.

## Arquitectura
Algunas construcciones creadas a principios del siglo XX que muestran un estilo neoclásico y ecléctico se pueden observar en el límite norte de la zona y cercanas al antiguo casco de la hacienda, muy cerca del Bosque de Chapultepec. Destacan la residencia ubicada en la calle Juan de la Barrera 134 esquina Salvatierra.
Posiblemente uno de los edificios más emblemáticos e importantes de la Condesa es el famoso Edificio Condesa, construido con un estilo arquitectónico inglés en 1911, primera obra de este tipo en México.
En sus construcciones de corte moderno predomina el art decó, por ejemplo el Edificio Chapultepec 596, ubicado frente al Bosque de Chapultepec, cerca de la salida del metro Chapultepec. Cuenta también con edificios de departamentos que se construyeron bajo el estilo funcionalista. Muchas de las casas habitación conservan el estilo. Entre los edificios que se construyeron así destaca la parroquia de la colonia Condesa, dedicada a Santa Rosa de Lima, y el Conjunto Mazatlán, ubicado en la esquina de Mazatlán y Juan de la Barrera. Varias obras arquitectónicas de los años cuarenta y años cincuenta son obra del arquitecto José Creixell. La colonia cuenta con obras de muchos de los grandes arquitectos mexicanos del siglo XX, como Mario Pani, José Villagran, Luis Barragan, Francisco J. Serrano y Juan Segura.
En 1983 se inició el registro de inmuebles con valor artístico en la colonia Condesa. Destacan edificios con estilo neocolonial, funcionalista, ecléctico y racionalista, pero, sobre todo art decó. En la actualidad se encuentran catalogados 250 edificios de la Condesa, según el artículo 33 de la Ley Federal sobre Monumentos y Zonas Arqueológicos, Artísticos e Históricos.
Hogar de uno de los literarios más célebres de México, Alfonso Reyes Ochoa, la Capilla Alfonsina fue testigo mudo durante 20 años de las creaciones artísticas de este escritor y poeta, ensayista, novelista. Esta casa fue diseñada por el propio autor y construida por el arquitecto Carlos Rousseau en 1939. Ubicada en Benjamin Hill 122, ahora es un museo de la obra de su residente.
Una de las construcciones más emblemáticas de la zona, es el Edificio Condesa, del arquitecto canadiense Thomas Sinclair Gore, que data de 1911 y se encuentra entre la Avenida Mazatlán, Agustín Melgar, Pachuca y Juan de la Barrera.

## Infraestructura

### Parques y Plazas

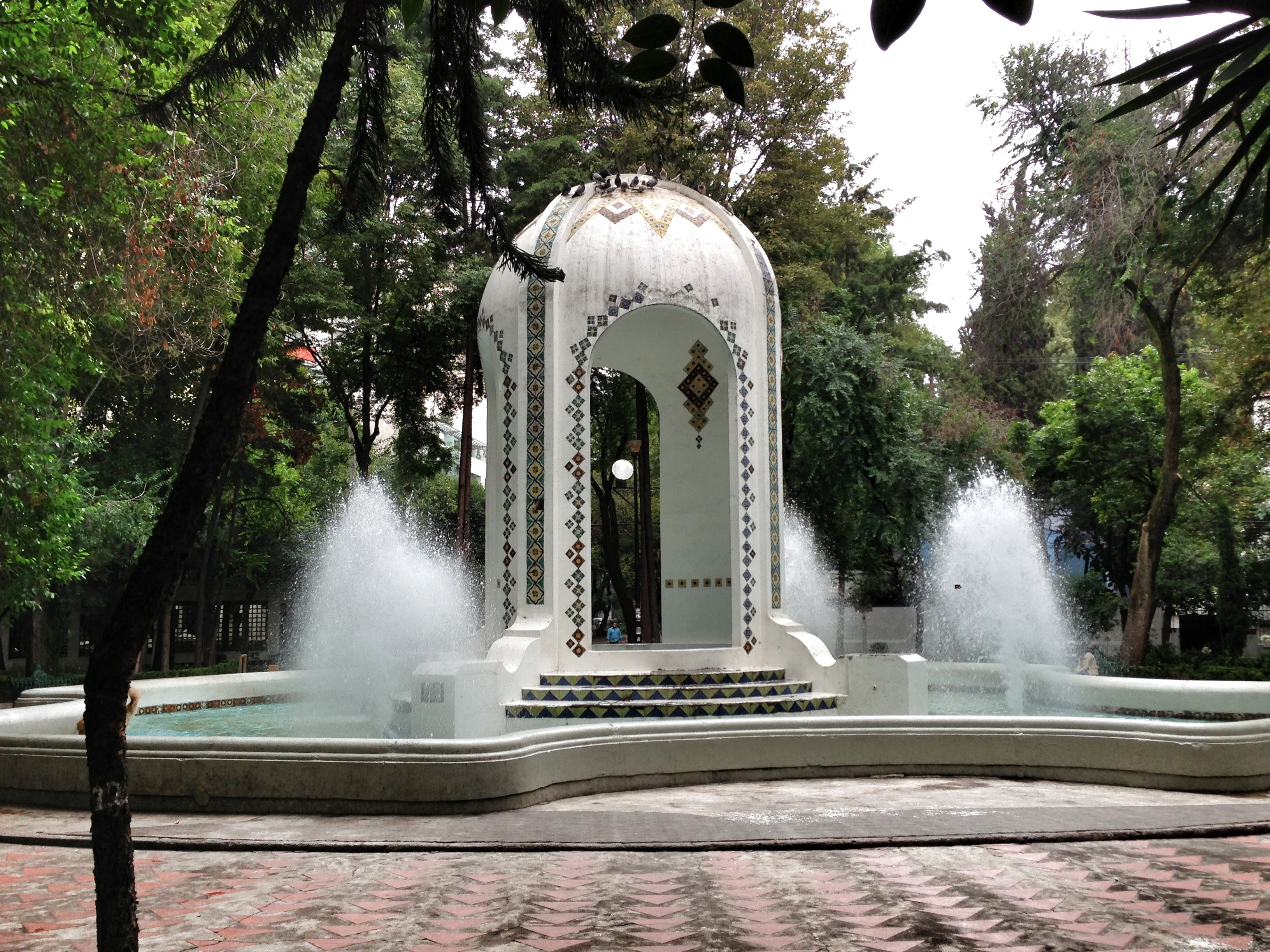
Fuente en la Plaza Popocatépetl

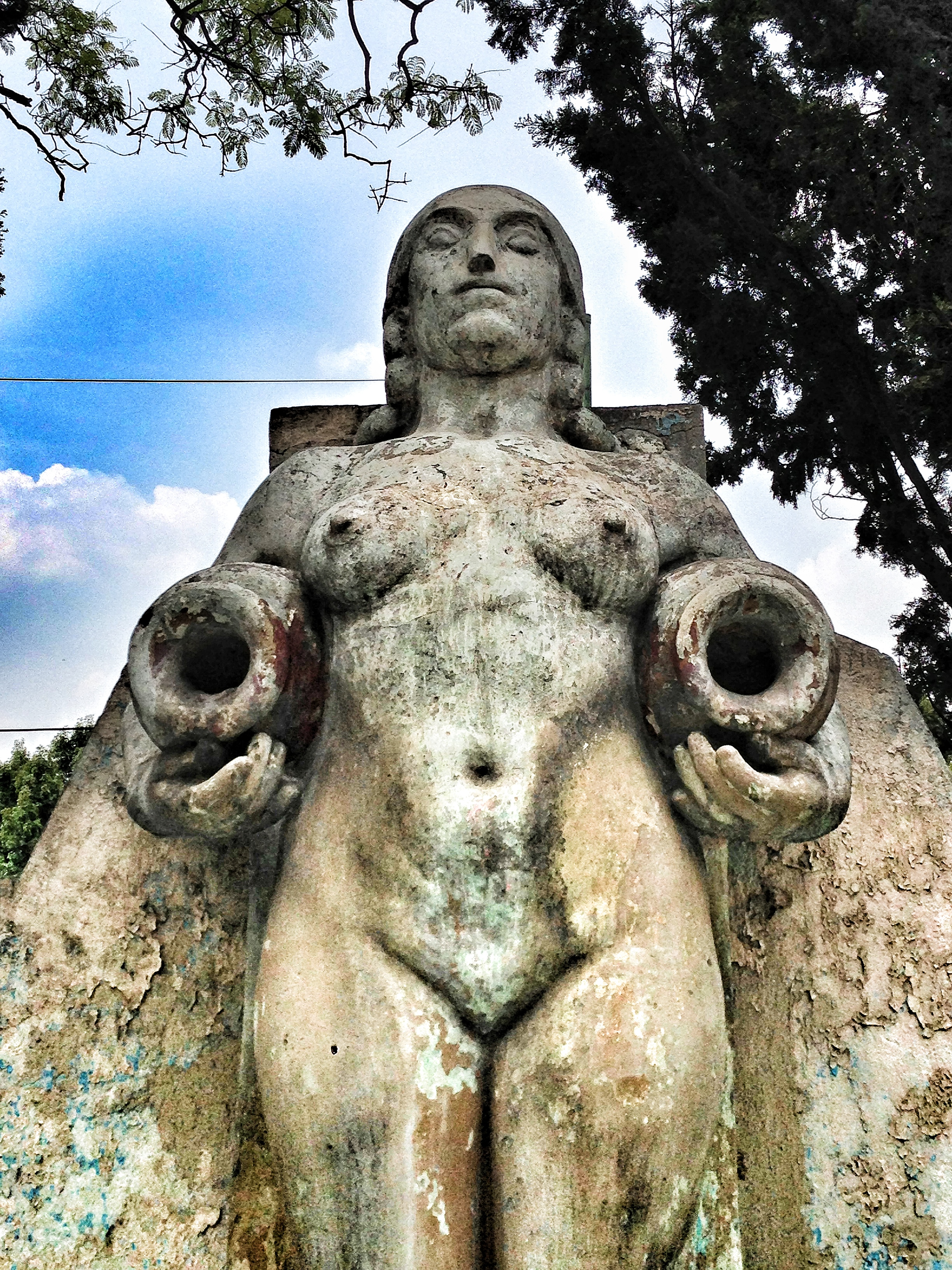
"Fuente de los Cántaros" en Parque México. Luz Jiménez era la modelo.

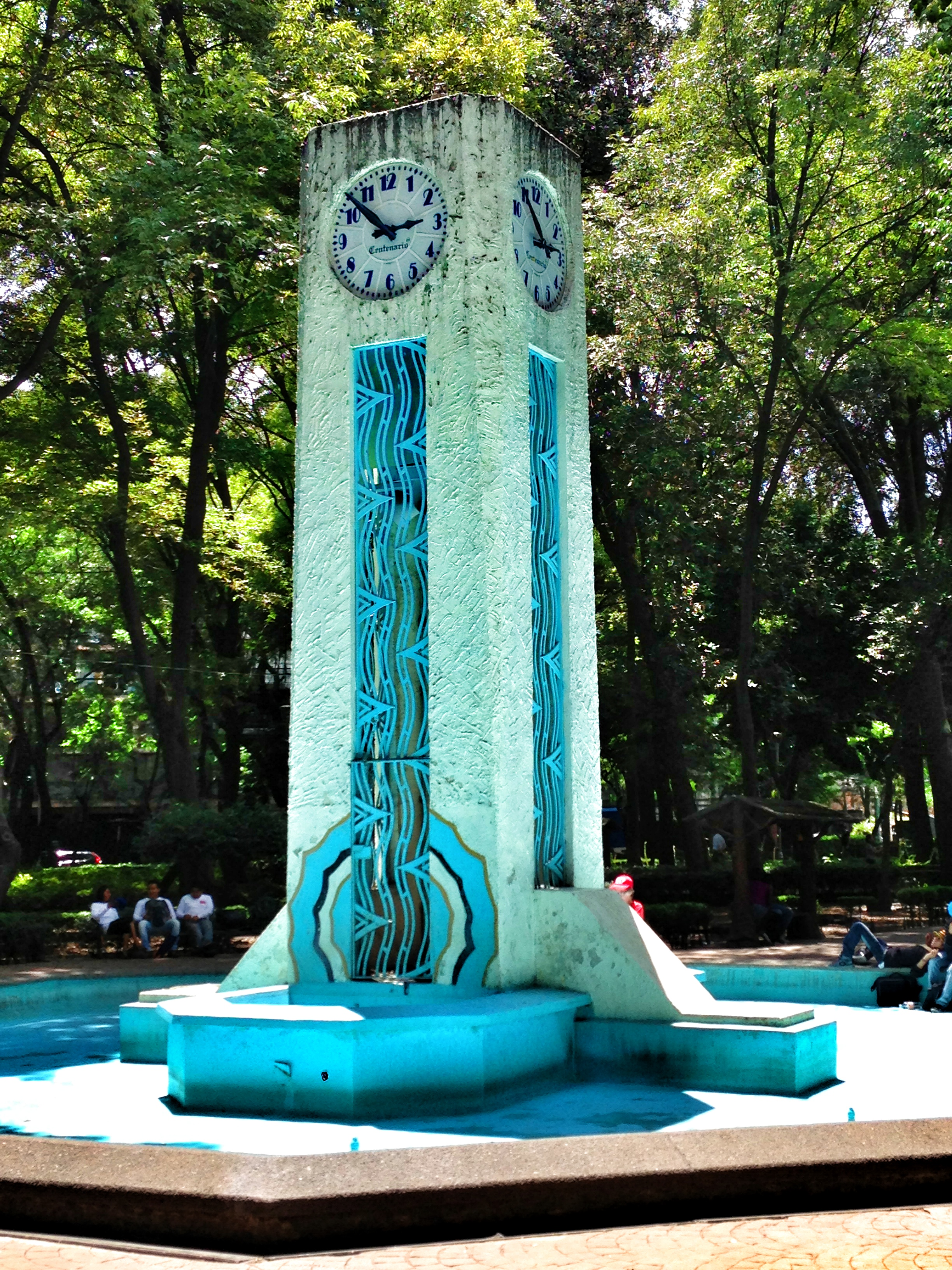
Reloj art deco en Parque México

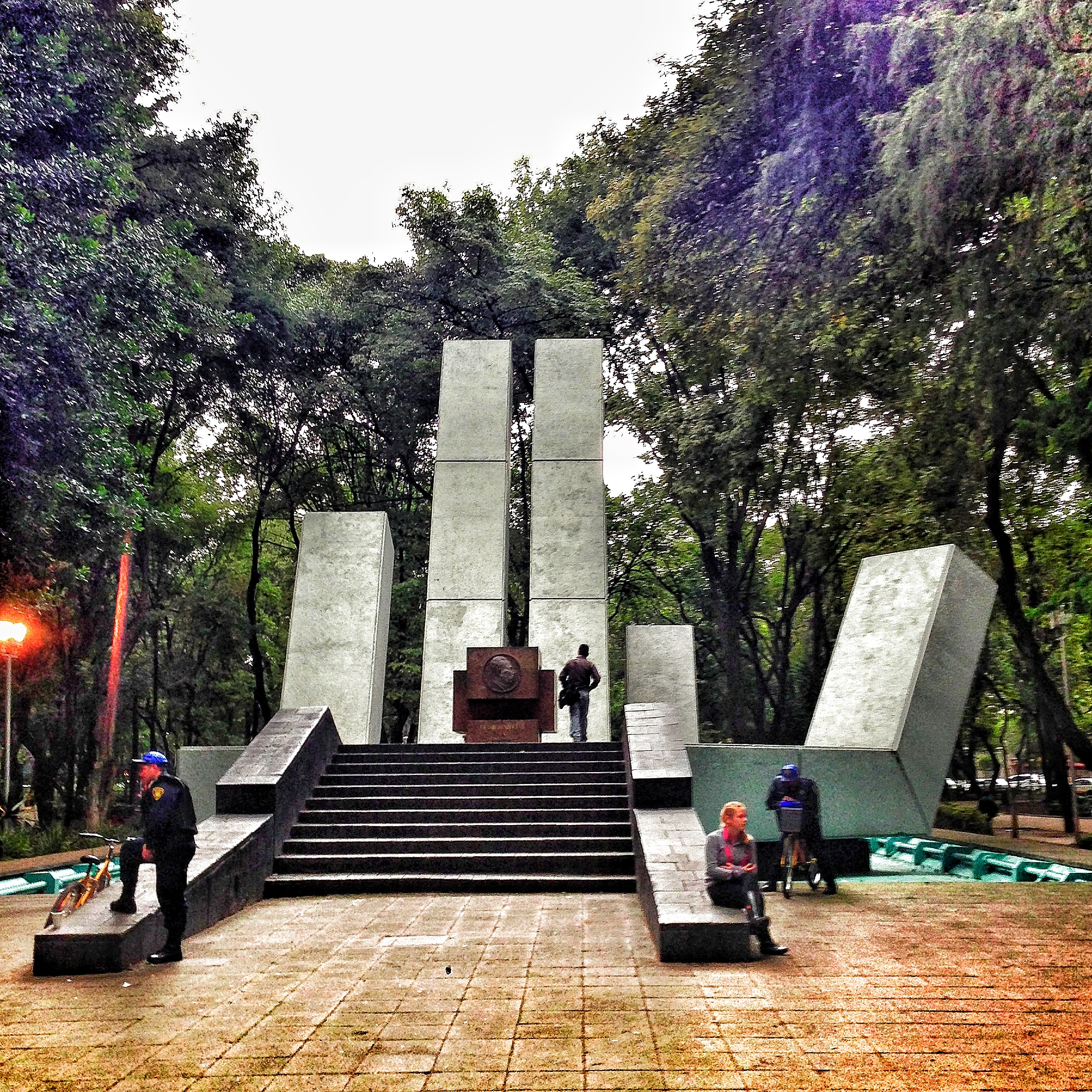
Monumento a Lázaro Cárdenas (la bienvenida a los inmigrantes españoles), Parque España

En la Condesa se encuentran dos parques emblemáticos de la ciudad:
- Parque España
- Parque México

- Plaza Popocatépetl con su fuente
- Camellón de Avenida Ámsterdam que cuenta con las fuentes Citlaltépetl e Iztaccíhuatl

### Transporte público

#### Metro
Las siguientes estaciones de las líneas 1 y 9 del Metro brindan servicio a la Colonia Conesa:
- Línea 1: Chapultepec y Juanacatlán
- Línea 9: Patriotismo y Chilpancingo

#### Metrobús
Las siguientes estaciones de las líneas 1 y 2 del Metrobús brindan servicio a la Colonia Condesa:
- Línea 1: Álvaro Obregón, Sonora, Campeche, Chilpancingo y Nuevo León.
- Línea 2: Nuevo León, Escandón, Patriotismo y De la Salle.

#### Trolebús
La Línea 2 del Trolebús que da servicio a los Ejes 2 y 2-A Sur atraviesa la Colonia Condesa de Oriente a Poniente.

#### Red de Transporte de Pasajeros
Las siguientes rutas de la RTP brindan servicio en la Colonia Condesa:
- Ruta 19: Parque México - El Rosario
- Ruta 19-A: Parque México - El Rosario

#### Ecobici
El sistema de bicicletas compartidas ECOBICI cuenta con cobertura en la totalidad de la Colonia Condesa.

## Residentes célebres
Entre los personajes famosos que han habitado la zona destacan los siguientes:
- Evelio con "v" chica, comediante.
- Leticia Perdigón, actriz.
- María del Sol, cantante.
- Diego Schoening, cantante.
- Arturo Shcoening, padre del cantante.
- Horacio Villalobos, conductor.
- Horacio Franco, flautista y director de orquesta.
- Cristina Pacheco y José Emilio Pacheco[7]
- Aarón Beas, modelo y actor.
- Tina Modotti, fotógrafa.
- Dolores del Río, actriz.
- Agustín Lara, compositor.
- María Conesa, cantante.
- Isabela Corona, actriz.
- Teodoro González de León, arquitecto a quien el Fondo de Cultura Económica encomendó la remodelación del antiguo Cine Lido para que se convirtiera en el actual Centro Cultural Bella Época, otro ícono de La Condesa;
- Mario Moreno "Cantinflas", actor.
- César Costa, cantante, actor y abogado.
- Susana Alexander, actriz.
- Juan Soriano, artista plástico.
- Pilar Rioja, bailarina.
- Ruth D. Lechuga, antropóloga.
- Rosangela Balbó, actriz.
- Francisco Contreras, tenista.
- Rosario Ibarra, activista y senadora.
- Francisco Gabilondo Soler, compositor.
- José Joaquín Blanco, escritor.
- Juan José Arreola, escritor.
- Fernando Vallejo, escritor.
- Juan Rejano, poeta y periodista, exiliado español de la Guerra Civil.